# ASD Lanciano Calcio 1920
Die Associazione Sportiva Dilettantistica Lanciano Calcio 1920, kurz Lanciano Calcio, ist ein italienischer Fußball-Klub aus Lanciano, Region Abruzzen. In der Saison 2011/12 schaffte Lanciano als Società Sportiva Virtus Lanciano 1924 den Aufstieg aus der Lega Pro Prima Divisione in die Serie B und spielte unter diesem Namen bis 2016 in der zweithöchsten Spielklasse des Landes.

## Geschichte
Der Klub wurde 1920 gegründet und 2008 sowie 2017 in der aktuellen Form neugegründet.

## Ehemalige Spieler
- Ferreira Pinto
- Salvatore Bocchetti
- Alberto Cerri
- Andrea Conti
- Nicola Leali
- Andrea Soncin
- Leonardo Spinazzola
- Daniele De Vezze
- Luigi Vitale

## Ehemalige Trainer
- Roberto D’Aversa
- Giuseppe Brizi
- Fabrizio Castori
- Eusebio Di Francesco
- Carmine Gautieri
- Francesco Moriero